# 2.ª etapa da Volta à Espanha de 2018
A 2.ª etapa da Volta a Espanha de 2018 teve lugar 26 de agosto de 2018 entre Marbella e El Caminito del Rey sobre um percurso de 163,5 km e foi ganhada pelo ciclista espanhol Alejandro Valverde da equipa Movistar. O ciclista polaco Michał Kwiatkowski converteu-se no novo líder da prova.

## Classificação da etapa
| \| Classificação por etapas \| Classificação por etapas \| Classificação por etapas \| Classificação por etapas \| Classificação por etapas \| \| Ciclista \| Ciclista \| Equipe \| Tempo \| \| \| ------------------------ \| ------------------------ \| ------------------------- \| ------------------------ \| ------------------------ \| \| 1. \| Alejandro Valverde \| Movistar Team \| 4h13m01s \| \| \| 2. \| Michał Kwiatkowski \| Team Sky \| + 0s \| \| \| 3. \| Laurens De Plus \| Quick-Step Floors \| + 3s \| \| \| 4. \| Wilco Kelderman \| Team Sunweb \| + 3s \| \| \| 5. \| George Bennett \| LottoNL-Jumbo \| + 3s \| \| \| 6. \| Tony Gallopin \| AG2R La Mondiale \| + 3s \| \| \| 7. \| Emanuel Buchmann \| Bora-Hansgrohe \| + 3s \| \| \| 8. \| Rigoberto Urán \| EF Education First-Drapac \| + 3s \| \| \| 9. \| Nairo Quintana \| Movistar Team \| + 3s \| \| \| 10. \| Thibaut Pinot \| Groupama-FDJ \| + 3s \| \| |                    |                           |          |
| |                    |                           |          |
| Fonte: ProCyclingStats |                    |                           |          |
| Classificação por etapas |                    |                           |          |
| Ciclista | Ciclista           | Equipe                    | Tempo    |
| 1. | Alejandro Valverde | Movistar Team             | 4h13m01s |
| 2. | Michał Kwiatkowski | Team Sky                  | + 0s     |
| 3. | Laurens De Plus    | Quick-Step Floors         | + 3s     |
| 4. | Wilco Kelderman    | Team Sunweb               | + 3s     |
| 5. | George Bennett     | LottoNL-Jumbo             | + 3s     |
| 6. | Tony Gallopin      | AG2R La Mondiale          | + 3s     |
| 7. | Emanuel Buchmann   | Bora-Hansgrohe            | + 3s     |
| 8. | Rigoberto Urán     | EF Education First-Drapac | + 3s     |
| 9. | Nairo Quintana     | Movistar Team             | + 3s     |
| 10. | Thibaut Pinot      | Groupama-FDJ              | + 3s     |

## Classificações ao final da etapa

### Classificação geral
| \| Classificação geral \| Classificação geral \| Classificação geral \| Classificação geral \| Classificação geral \| \| Ciclista \| Ciclista \| Equipe \| Tempo \| \| \| ------------------- \| ------------------- \| ------------------- \| ------------------- \| ------------------- \| \| 1. \| Michał Kwiatkowski \| Team Sky \| 4h22m40s \| \| \| 2. \| Alejandro Valverde \| Movistar Team \| + 14s \| \| \| 3. \| Wilco Kelderman \| Team Sunweb \| + 25s \| \| \| 4. \| Laurens De Plus \| Quick-Step Floors \| + 28s \| \| \| 5. \| Ion Izagirre \| Bahrain-Merida \| + 30s \| \| \| 6. \| Fabio Felline \| Trek-Segafredo \| + 30s \| \| \| 7. \| Emanuel Buchmann \| Bora-Hansgrohe \| + 32s \| \| \| 8. \| Tony Gallopin \| AG2R La Mondiale \| + 33s \| \| \| 9. \| Nairo Quintana \| Movistar Team \| + 33s \| \| \| 10. \| Bauke Mollema \| Trek-Segafredo \| + 35s \| \| |                    |                   |          |
| |                    |                   |          |
| Fonte: ProCyclingStats |                    |                   |          |
| Classificação geral |                    |                   |          |
| Ciclista | Ciclista           | Equipe            | Tempo    |
| 1. | Michał Kwiatkowski | Team Sky          | 4h22m40s |
| 2. | Alejandro Valverde | Movistar Team     | + 14s    |
| 3. | Wilco Kelderman    | Team Sunweb       | + 25s    |
| 4. | Laurens De Plus    | Quick-Step Floors | + 28s    |
| 5. | Ion Izagirre       | Bahrain-Merida    | + 30s    |
| 6. | Fabio Felline      | Trek-Segafredo    | + 30s    |
| 7. | Emanuel Buchmann   | Bora-Hansgrohe    | + 32s    |
| 8. | Tony Gallopin      | AG2R La Mondiale  | + 33s    |
| 9. | Nairo Quintana     | Movistar Team     | + 33s    |
| 10. | Bauke Mollema      | Trek-Segafredo    | + 35s    |

### Classificação por pontos
| Classificação por pontos | Classificação por pontos | Classificação por pontos | Classificação por pontos | Classificação por pontos |
| Ciclista                 | Ciclista                 | Equipe                   | Pontos                   |                          |
| ------------------------ | ------------------------ | ------------------------ | ------------------------ | ------------------------ |
| 1.                       | Michał Kwiatkowski       | Team Sky                 | 40 pts                   |                          |
| 2.                       | Rohan Dennis             | BMC Racing Team          | 25 pts                   |                          |
| 3.                       | Alejandro Valverde       | Movistar Team            | 25 pts                   |                          |
| 4.                       | Wilco Kelderman          | Team Sunweb              | 20 pts                   |                          |
| 5.                       | Laurens De Plus          | Quick-Step Floors        | 16 pts                   |                          |
| 6.                       | Victor Campenaerts       | Lotto-Soudal             | 16 pts                   |                          |
| 7.                       | Nelson Oliveira          | Movistar Team            | 14 pts                   |                          |
| 8.                       | George Bennett           | LottoNL-Jumbo            | 12 pts                   |                          |
| 9.                       | Dylan van Baarle         | Team Sky                 | 12 pts                   |                          |
| 10.                      | Tony Gallopin            | AG2R La Mondiale         | 10 pts                   |                          |

### Classificação da montanha
| Classificação da montanha | Classificação da montanha | Classificação da montanha  | Classificação da montanha | Classificação da montanha |
| Ciclista                  | Ciclista                  | Equipe                     | Pontos                    |                           |
| ------------------------- | ------------------------- | -------------------------- | ------------------------- | ------------------------- |
| 1.                        | Luis Ángel Maté           | Cofidis, Solutions Crédits | 11 pts                    |                           |
| 2.                        | Thomas De Gendt           | Lotto-Soudal               | 5 pts                     |                           |
| 3.                        | Pierre Rolland            | EF Education First-Drapac  | 4 pts                     |                           |
| 4.                        | Alejandro Valverde        | Movistar Team              | 3 pts                     |                           |
| 5.                        | Michał Kwiatkowski        | Team Sky                   | 2 pts                     |                           |
| 6.                        | Laurens De Plus           | Quick-Step Floors          | 1 pt                      |                           |
| 7.                        | Alexis Gougeard           | AG2R La Mondiale           | 1 pt                      |                           |

### Classificação da combinada
| Classificação de combinados | Classificação de combinados | Classificação de combinados | Classificação de combinados | Classificação de combinados |
| Ciclista                    | Ciclista                    | Equipe                      | Pontos                      |                             |
| --------------------------- | --------------------------- | --------------------------- | --------------------------- | --------------------------- |
| 1.                          | Michał Kwiatkowski          | Team Sky                    | 7 pts                       |                             |
| 2.                          | Alejandro Valverde          | Movistar Team               | 9 pts                       |                             |
| 3.                          | Laurens De Plus             | Quick-Step Floors           | 15 pts                      |                             |
| 4.                          | Pierre Rolland              | EF Education First-Drapac   | 153 pts                     |                             |
| 5.                          | Alexis Gougeard             | AG2R La Mondiale            | 165 pts                     |                             |
| 6.                          | Luis Ángel Maté             | Cofidis, Solutions Crédits  | 195 pts                     |                             |

### Classificação por equipas
| Classificação por equipes | Classificação por equipes                | Classificação por equipes | Classificação por equipes |
| Equipe                    | Equipe                                   | Tempo                     |                           |
| ------------------------- | ---------------------------------------- | ------------------------- | ------------------------- |
| 1.                        | Sky                                      | 13h09m03s                 |                           |
| 2.                        | Bora-Hansgrohe                           | + 48s                     |                           |
| 3.                        | Quick-Step Floors                        | + 50s                     |                           |
| 4.                        | Trek-Segafredo                           | + 56s                     |                           |
| 5.                        | Movistar Team                            | + 1m05s                   |                           |
| 6.                        | Astana                                   | + 1m41s                   |                           |
| 7.                        | EF Education First-Drapac p/b Cannondale | + 1m45s                   |                           |
| 8.                        | Mitchelton-Scott                         | + 2m01s                   |                           |
| 9.                        | Dimension Data                           | + 2m18s                   |                           |
| 10.                       | UAE Team Emirates                        | + 2m31s                   |                           |

## Abandonos
Nenhum.